# Даллас Ковбойс
«Даллас Ковбойс» (англ. Dallas Cowboys) — профессиональный клуб по американскому футболу из американского города Арлингтон, штат Техас. Команда была основана в 1960 году и сейчас выступает в Национальной футбольной лиге (НФЛ) в Восточном дивизионе Национальной футбольной конференции (НФК). Владелец клуба — Джерри Джонс. Свои домашние матчи клуб проводит на стадионе «AT&T-стэдиуме».

## История
«Ковбойс» были одной из самых успешных команд c 1960-х до 1990-х. Они выигрывали 5 Супербоулов и 10 раз становились победителями конференции. Команде принадлежит рекорд по количеству сезонов подряд с показателем побед и поражений не ниже, чем 50 % (20, с 1966 по 1985) и по количеству сезонов с не менее 10 победами (24). «Даллас» к тому же больше всех остальных команд лиги выступал в плей-офф (28) и в Супербоуле (8), такое же количество выступлений в Супербоуле и у «Питтсбург Стилерз». «Ковбойс» стали первой командой в истории НФЛ, выигравшей 3 Супербоула за четыре года (это достижение повторили только «Нью-Ингленд Пэтриотс»). За успехи и популярность команда получила прозвище «Команда Америки» (англ. America's Team)
Согласно статье на официальном сайте журнала Форбс, опубликованной 22 июля 2019 года, «Даллас» занимает первое место в рейтинге 50 самых дорогих спортивных клубов мира, со стоимостью примерно 5 миллиардов долларов, опережая по этому показателю бейсбольный клуб «Нью-Йорк Янкис» ($4,6 млрд), а также футбольные клубы «Реал Мадрид» ($4,2 млрд) и «Барселона» ($4 млрд). По расчётам Sportico 2020 года, команда стоит 6,43 млрд долл, в то время как средняя стоимость франшизы НФЛ составляла более 3 млрд. В 2021 году стоимость команды оценивалась в 5,7 млрд долл. При этом команда не выигрывала Супербоул с 1995 года, В своих последних 11 матчах в плей-офф они не смогли даже выйти в финал конференции, что стало самой продолжительной засухой с момента основания АФК и НФК в 1970 году.
Канадский хоккеист Фрэнк Маховлич во время Суперсерии 1972 года между СССР и Канадой после первой игры серии (победа СССР 7:3) заявил, что если русских познакомить с американским футболом, то через два года они создадут команду, которая способна будет обыграть даже «Даллас Ковбойс».
В 2025 году «Ковбойс» впервые возглавили рейтинг самых дорогих клубов мира по версии Sportico, стоимость франшизы составила $10,32 млрд, а выручка «Далласа» в 2024 году превысила $1 млрд.

## Стадион
В настоящее время «Даллас» выступает на стадионе AT&T Arena, являющемся одним из самых вместительных стадионов в мире. Ранее «Ковбои» выступали на двух других знаковых для Техаса стадионах

### Cotton Bowl

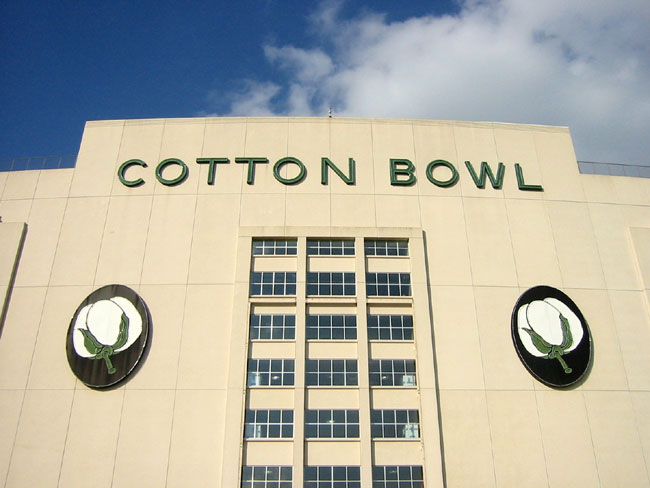
Главный вход Cotton Bowl

Стадион Cotton Bowl был открыт в 1932 году, на нем изначально выступала футбольная команда «Мустанги» колледжа SMU. Там же традиционно проводилась колледжская игра за трофей Cotton Bowl (до 2010 года). Первым названием стадиона было Fair Park Bowl по месту нахождения. В 1952 году на этом стадионе играла команда NFL «Dallas Texans», а в 1960 году на стадионе стали проводиться матчи вновь образованных «Ковбоев». На этой арене «Даллас» выступал до 1971 года. Это единственный стадион в пределах города Далласа, на котором выступали "Ковбои". Первая игра "Далласа" на стадионе прошла 24 сентября в присутствии 30.000 зрителей. "Ковбои" проиграли "Питтсбургу" 28:35. Первую победу на Cotton Bowl "Даллас" одержал уже в следующем сезоне 17 сентября 1961 года, со счетом 27:24 был побежден все тот же "Питтсбург". На этот раз аудитория матча составила 23.5 тысяч зрителей.

### Texas Stadium

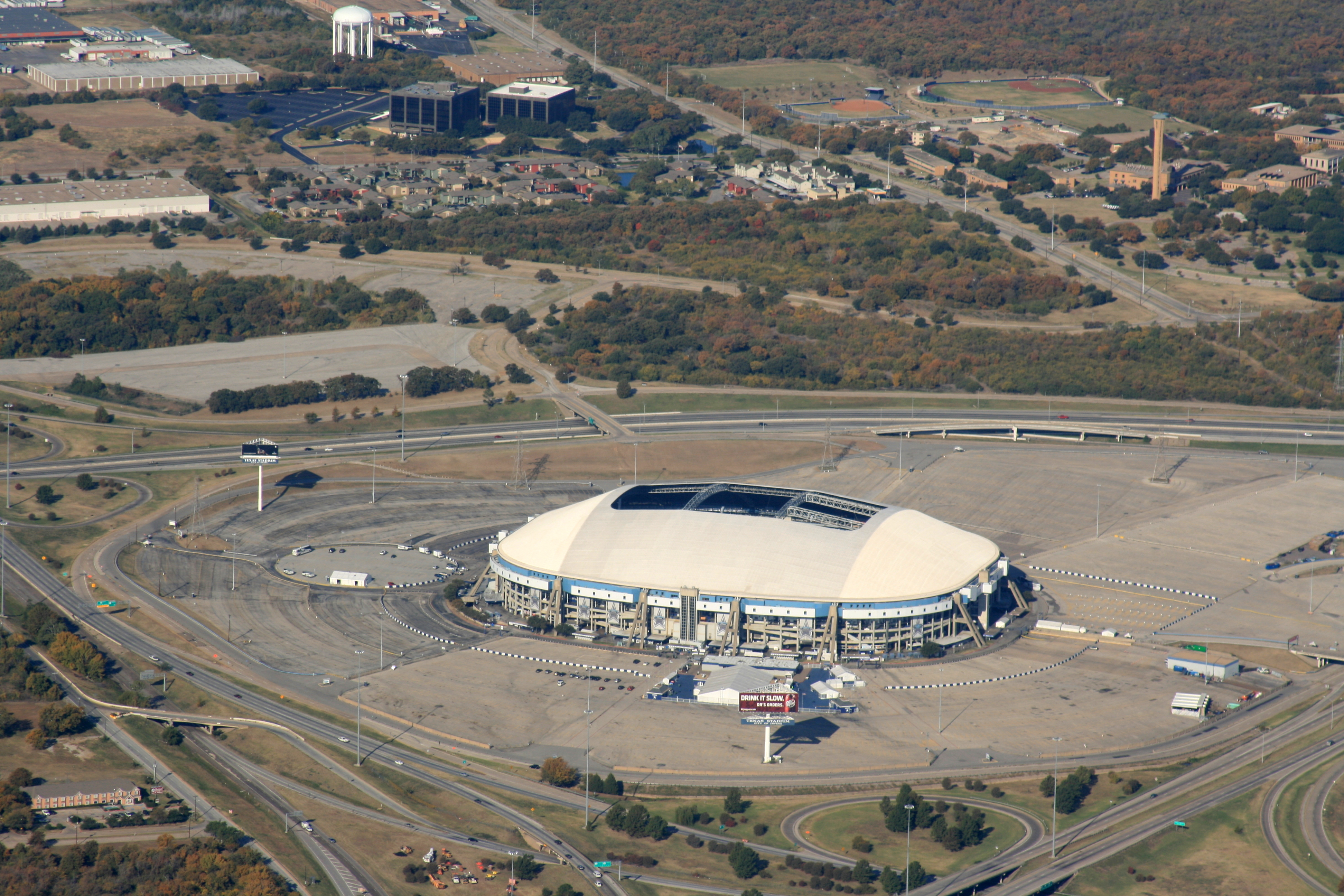
Вид с высоты птичьего полёта на Texas Stadium

24 октября 1971 года был открыт новый стадион Texas Stadium. Он был более современным и более вместительным: на игры могли собраться до 65.675 человек. На строительство стадиона были потрачены 35 миллионов долларов, стадион принадлежат городу Ирвингу, который фактически является пригородом Далласа на северо-западе. Фирменной фишкой стадиона была не до конца закрывавшая стадион крыша, из-за чего часть поля могла быть в тени, а другая - под палящим солнцем, что добавляло матчам интриги. "Даллас" дебютировал на стадионе в сезоне 1971/72 и провел на нём 36 сезонов. Первая игра на стадионе собрала 65.708 зрителей и завершилась победой "Далласа" со счетом 44:21, побеждены были "Нью-Ингланд". Последняя игра NFL на Texas Stadium была проведена 20 декабря 2008 года, "Ковбои" проиграли "Балтимору" 24:33. После этого стадион передали муниципалитету Ирвинга. 11 апреля 2010 года стадион был разрушен. Мэр Ирвинга Херберт Геарс, указав на развалины после взрыва, пошутил, что теперь у города есть свой Стоунхендж.

### AT&T Stadium

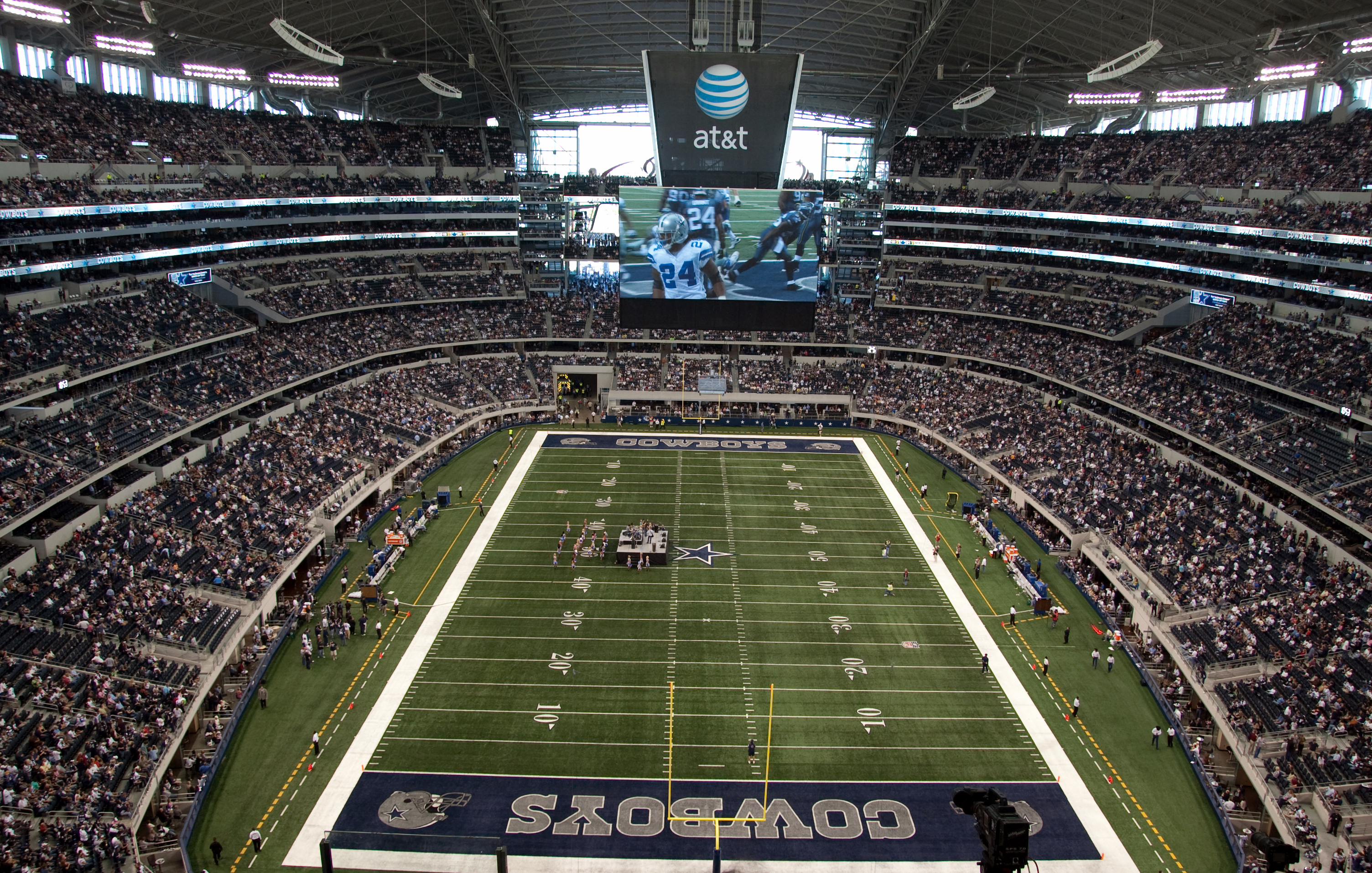
Вид AT&T Stadium изнутри

С сезона 2009/10 "Даллас" играет на новом стадионе, который поначалу назывался Cowboys Stadium, а располагался в другом пригороде - Арлингтон, который находится за пределами округа Даллас. Строительство ввелось совместно владельцем команды Джерри Джонсом и городом Арлингтоном. Стоимость строительства составила 1.3 миллиарда долларов. Строительство было завершено 29 мая 2009 года. Вместимость стадиона - до 100 тысяч человек, это крупнейший стадион с крышей в мире. Фишкой этого стадиона является гигантский видео-куб, на котором расположены огромные экраны площадью 1,070 квадратных метра. Первый матч на стадионе состоялся в сезоне 2009/10, на игру против "Джайентс" пришли 105.121 человек. Игру "Ковбои" проиграли со счетом 31:33. Впервые победить на AT&T Stadium "Даллас" смог 28 сентября в том же сезоне - победу засвидетельствовали 90.588 зрителей. 25 июля 2013 года было объявлено, что корпорация AT&T приобрела права на нейминг стадиона, и с сезона 2013/14 стадион называется AT&T Stadium.